# Edera awyu jezik
Edera awyu jezik (jenimu, oser, siagha, sjiagha, syiagha, yenimu; ISO 639-3: awy), jedan od sedam awyu jezika, šire skupine awyu-dumut, kojim govori 3 870 ljudi (2002 SIL) sjeverno od donjeg toka rijeke Digul na indonezijskom dijelu Nove Gvineje.

## Vanjske poveznice
- Ethnologue (14th)
- Ethnologue (15th)